# Niederländische Badmintonmeisterschaft 2001
Die Niederländische Badmintonmeisterschaft 2001 fand vom 2. bis zum 4. Februar 2001 im Nationaal Badminton Centrum in Nieuwegein statt.

## Medaillengewinner
| Disziplin    | Gold                          | Silber                                  | Bronze                            |
| ------------ | ----------------------------- | --------------------------------------- | --------------------------------- |
| Herreneinzel | Dicky Palyama                 | Gerben Bruijstens                       | Rune Massing                      |
| Herreneinzel | Dicky Palyama                 | Gerben Bruijstens                       | Tjitte Weistra                    |
| Dameneinzel  | Mia Audina                    | Judith Meulendijks                      | Brenda Beenhakker                 |
| Dameneinzel  | Mia Audina                    | Judith Meulendijks                      | Karina de Wit                     |
| Herrendoppel | Quinten van Dalm Dennis Lens  | Rolf Monteiro Joéli Residay             | Paul Kattestaart Roy Loeven       |
| Herrendoppel | Quinten van Dalm Dennis Lens  | Rolf Monteiro Joéli Residay             | Tijs Creemers Jan van Esch        |
| Damendoppel  | Lotte Bruil Nicole van Hooren | Erica van den Heuvel Judith Meulendijks | Martine Glebbeek Joyce Crouse     |
| Damendoppel  | Lotte Bruil Nicole van Hooren | Erica van den Heuvel Judith Meulendijks | Janneke Aalbers Betty Krab        |
| Mixed        | Dennis Lens Nicole van Hooren | Tijs Creemers Carolien Glebbeek         | Jürgen Wouters Joris van Soerland |
| Mixed        | Dennis Lens Nicole van Hooren | Tijs Creemers Carolien Glebbeek         | Jan van Esch Janneke Aalbers      |

## Endspielergebnisse
- Dicky Palyama – Gerben Bruijstens 15:2 11:15 15:4
- Mia Audina – Judith Meulendijks 11:5 11:5
- Dennis Lens
Quinten van Dalm – Joéli Residay
Rolf Monteiro 15:7 15:3
- Nicole van Hooren
Lotte Jonathans – Judith Meulendijks
Erica van den Heuvel 15:6 10:15 15:10
- Dennis Lens
Nicole van Hooren – Tijs Creemers
Carolien Glebbeek 15:8 15:11